# Herrhagskyrkan
Herrhagskyrkan är en kyrkobyggnad i Karlstad i Karlstads stift. Den utgör stadsdelskyrka för de östra stadsdelarna av Karlstads domkyrkoförsamling. Kyrkan ligger mitt i bebyggelsen i stadsdelen Herrhagen i Karlstad, med affärer och bostäder alldeles inpå. Kyrkan såldes till Karlstads kommun 2019 och upphörde då att vara kyrka. Det officiella avslutandet skedde vid en mässa den 9 juni 2019.

## Kyrkobyggnaden
Kyrkan är byggd av rött tegel och är kombinerad med församlingslokaler. Kyrkorummet har en intressant takkonstruktion som höjer sig över altaret och kyrkorummet går att avdela till samlingslokal för gruppverksamhet. Den ritades av arkitekten Inger Berggrén.

## Inventarier
Över altaret hänger en vävnad föreställande de fyrhanda sädesåkrarna. Ett fönster av glasmosaik och med motivet Andens duva finns mitt emot dopfunten. Kyrksilver och brudkrona är gåvor från enskilda och arbetskretsar. Kyrkorgel, brudkrona, kyrksilver och altarljusstakar har förverkligats genom gåvor från arbetskretsar, enskilda och kyrkoråd. Kyrkklockan bär inskriptionen Ära vare Gud i höjden.

### Orgel
Orgeln invigdes samtidigt som kyrkan och är byggd av A Magnussons orgelbyggeri i Göteborg och har mekanisk traktur och registratur.
| Huvudverk I  | Svällverk II  | Pedal      | Koppel |
| Rörflöjt 8’  | Kvintadena 8’ | Subbas 16’ | I/P    |
| Principal 4’ | Spetsflöjt 4’ |            | II/P   |
| Svegel 2’    | Sifflöjt 1’   |            | II/I   |